# Султан (пасьянс)
«Султан» (другие названия:«Турецкий султан», «Германский император»)— пасьянс из двух колод по 52 карты.

## Раскладка пасьянса

Раскладка пасьянса Султан

Из двойной колоды (104 карты) выбирают восемь королей и одного червонного туза и раскладывают их в квадрате 3×3 (см. рисунок): в верхнем ряду посередине кладут червонного туза и по его сторонам двух бубновых королей; в среднем ряду — червонного короля и по его сторонам двух трефовых; в нижнем ряду — другого червонного короля и по его сторонам — двух пиковых. Это базовые карты.
Остальные карты тасуют и выкладывают с двух сторон расклада шесть из них (в некоторых вариантах — восемь). Эта часть расклада называется «диван».
Оставшуюся колоду перелистывают по одной карте на стопку сброса. 
Карты с «дивана» и верхнюю карту стопки сброса можно перекладывать на базовые, по масти, в восходящем порядке. На короля кладут туза той же масти, затем двойку, тройку и т.д. до дамы. На червонного туза кладут червонные двойку, тройку и т.д. также до дамы. 
Освободившееся место в «диване» заполняется верхней картой из стопки сброса, а если она пуста — верхней картой из колоды.
Червонный король в центре в раскладке не участвует и является чисто декоративным элементом — он представляет собою султана. В случае успешного исхода пасьянса он будет в конце окружён восемью дамами, изображающими гарем султана.
Разрешены две пересдачи: по окончании колоды можно перевернуть стопку сброса и перелистать колоду второй раз, продолжая подбирать карты на базовые по тем же правилам. Если по окончании колоды не все карты собраны на базы — ещё раз перевернуть стопку сброса и перелистать колоду в третий раз. Если и тогда не все карты собраны на базы, то пасьянс не сошёлся. Напротив, он сошёлся, если на базах подобраны все масти, оканчивающиеся дамами.